# Rzędzicz
Rzędzicz – polski herb szlachecki znany z jedynego wizerunku pieczętnego.

## Opis herbu
Opis herbu z wykorzystaniem zasad blazonowania, zaproponowanych przez Alfreda Znamierowskiego:
W polu dwie strzały w krzyż skośny.

## Najwcześniejsze wzmianki
Pieczęć Stanisława Rzędzicza z 1578.

## Herbowni
Ponieważ herb Rzędzicz był herbem własnym, prawo do posługiwania się nim przysługuje tylko jednemu rodowi herbownemu:
Rzędzic (Rzędzicz).